# العذري
أحمد بن عمر بن أنس العذري، (1003 - 1085)، من المولدين، كان جغرافيّاً ومؤرّخاً أندلسياً. من مؤلفاته: «دلائل النبوة»، و«نظام المرجان في المسالك والممالك».

## نبذة
هو الإمام الحافظ المحدث الثقة أبو العباس، أحمد بن عمر بن أنس بن دلهاث بن أنس بن فلذان بن عمر بن منيب العذري نسبة إلى عذرة، الأندلسي ثم المريي نسبة إلى المرية ثم الدلائي نسبة إلى دلاية وهي من قرى المرية في جنوب الاندلس. ولد في 4 ذو القعدة 393هـ. وتوفي في شعبان 478 هـ.